# Thiện Hùng Tín
Thiện Hùng Tín (giản thể: 单雄信; phồn thể: 單雄信 , ? – 621), tại Việt Nam tên nhân vật này thường được đọc thành Đơn Hùng Tín, nhân vật quân sự cuối Tùy đầu Đường.

## Hình tượng trong chính sử
Ghi chép về Thiện Hùng Tín ở Cựu và Tân Đường Thư đều rất sơ lược. Sự tích về ông chỉ được chép phụ vào Lý Mật truyện như sau:
Ông là người Tế Âm, Tào Châu , có quan hệ rất tốt với Trạch Nhượng. Từ nhỏ đã kiêu dũng, giỏi cưỡi ngựa múa thương. Năm Đại Nghiệp thứ 12 (616) nhà Tùy, cùng người trong quận là bọn Từ Thế Tích tham gia Ngõa Cương quân của Nhượng. Trong nghĩa quân, ông được gọi là "phi tướng". Năm thứ 14 (618), nghĩa quân dưới sự lãnh đạo của Lý Mật (đã giết Trạch Nhượng vào tháng 11 năm 617) thất bại dưới tay Vương Thế Sung ở trận Yển Sư, Thiện Hùng Tín đơn độc đầu hàng Thế Sung, trong khi bọn Từ Thế Tích quy hàng nhà Đường. Ông được Thế Sung trọng dụng, cho làm Đại tướng quân. Tần Vương Lý Thế Dân vây Lạc Dương (đô thành nước Trịnh của Thế Sung), Thiện Hùng Tín chống cự, cắp thương đuổi đến, sắp bắt kịp Tần Vương, Từ Thế Tích kêu lớn: "Đây là Tần Vương đấy!", ông hoảng sợ, lui về, Tần Vương mới thoát được. Thế Sung hàng Đường, Thiện Hùng Tín bị chém đầu.
Uất Trì Kính Đức truyện còn chép việc Thiện Hùng Tín ở vườn Ngự Quả đuổi giết Lý Thế Dân, bị Kính Đức đâm ngã ngựa. Lý Tích truyện chép việc Từ Thế Tích  đến đưa tiễn trước lúc chịu hình, đã cắt đùi dâng thịt cho ông.

## Hình tượng trong huyền sử
Trải qua một thời gian dài, sự tích về Thiện Hùng Tín được xây dựng dựa trên truyền kỳ dân gian, tạp kịch đời Nguyên – Minh và tiểu thuyết thông tục đời Thanh có thể tóm lược như sau:
Ông có tên là Thiện Thông (chữ Hán: 单通, 581 - 621), tự Hùng Tín (雄信), sống ở Nhị Hiền Trang, cách 8 dặm về phía nam ngoài thành huyện Thiên Đường, Lộ Châu , nguyên quán Thiền Phụ, Tào Châu .
Ông nội là Thiện Đăng, Hộ quốc tướng quân nhà Bắc Chu, trấn thủ phủ Đông Xương . Năm Đại Tượng đầu tiên (579) cha là Thiện Vũ thay chức trấn thủ Đông Xương. Năm Khai Hoàng đầu tiên (581) nhà Tùy, Lý Uyên đem quân trấn áp những kẻ chống đối, vây Đông Xương suốt 7 ngày đêm. Thành vỡ, Thiện Vũ bị giết. Nhà họ Thiện được gia tướng bảo vệ, chạy khỏi Sơn Đông, dời đến Lộ Châu. Hùng Tín và anh trai Hùng Trung đều văn võ toàn tài, được mọi người kính ngưỡng, gọi là "nhị hiền".
Vào lúc Lý Uyên làm quan ở Thái Nguyên, bị Vũ Văn Thuật phái Cấm vệ quân của Đông Cung đến tập kích, ông ta giục ngựa bỏ chạy, trong khi đám vệ sĩ ít ỏi gắng sức chặn địch, sau đó được Tần Thúc Bảo giúp đỡ đánh tan Cấm vệ quân. Lý Uyên không biết truy binh đã bị đẩy lui, trong lúc buộc phải dừng lại cho ngựa lấy hơi, thoáng thấy bóng kỵ sĩ chạy đến, ông ta bèn giương cung bắn ngay một phát, thì ra đó lại là Thiện Hùng Trung vô can.
Ngoài 20 tuổi, Hùng Tín kết giao rộng rãi, nổi danh khắp giới lục lâm, từng giúp đỡ Tần Thúc Bảo trong lúc khốn quẫn đến nỗi phải bán ngựa. Thiên hạ loạn lạc, ông gia nhập nghĩa quân Ngõa Cương. Sau khi nghĩa quân thất bại, Hùng Tín vì thù giết cha giết anh, không đi theo mọi người, quyết định đầu hàng lực lượng đối kháng với nhà Đường là Vương Thế Sung.
Năm Vũ Đức thứ 4 (621), Tần Vương Lý Thế Dân vây chặt Vương Thế Sung ở Lạc Dương, Hùng Tín đưa quân xông ra, bị khốn ở núi Phục Ngưu. Sau 3 ngày đêm huyết chiến, ông cảm thấy vô vọng, thúc ngựa nhảy khỏi vách đá, nhưng không chết, nên bị bắt sống. Hùng Tín bị chém đầu ở Lạc Dương, hưởng dương 41 tuổi.

## Quá trình thay đổi của hình tượng trong huyền sử

### Thời kỳ Đường – Tống
Thiện Hùng Tín là viên tướng phản Đường, từng đuổi giết Đường Thái Tông, ghi chép về ông ít ỏi là dễ hiểu. Lưu Tốc (Đường), Tùy Đường gia thoại kể rằng: (Lý) Mật đã chết, Hùng Tín hàng Vương Sung , (Từ Thế) Tích về với nước (chỉ nhà Đường). Tích theo Hải Lăng Vương Lý Nguyên Cát  đến vây Lạc Dương. Nguyên Cát cậy mình có dũng lực, thường ra ngoài săn bắn. Vương Sung biết được, nói với Hùng Tín. Ông lên ngựa xông ra, mũi thương chỉ còn cách Nguyên Cát chưa đến 1 thước, Tích hoảng hốt, kêu lên rằng: "Anh ơi, anh ơi! Đây là chủ của Tích!" Hùng Tín gò cương ngựa, cười mà nói rằng: "Sao mày không nói với anh, thì thôi vậy!" Câu chuyện này đáng tin hơn câu chuyện mà Cựu Đường thư đã chép, nếu Từ Thế Tích chỉ kêu lên rằng: "Đây là Tần Vương đấy!" thì Hùng Tín không thể hoảng sợ mà lui về, càng không thể buông tha cho Lý Thế Dân.
Đến đời Tống, đánh giá về Thiện Hùng Tín đã có sự phân biệt rất rõ nét: Tư trị thông giám, đại biểu cho giai cấp thống trị, vẫn hoàn toàn phủ định Thiện Hùng Tín. Nhưng Mạnh Nguyên Lão (Nam Tống), Đông kinh mộng hoa lục lại tôn ông làm thần linh, kể rằng dân chúng lập miếu, thờ cúng ông. Có thể thấy Thiện Hùng Tín đã có ảnh hưởng sâu sắc đối với dân gian đời Tống, sự tích của ông dần được truyền kỳ hóa.

### Thời kỳ Nguyên – đầu Minh
Trong tạp kịch đời Nguyên và tiểu thuyết thông tục đầu đời Minh, Thiện Hùng Tín trở thành nhân vật phản diện:
Thượng Trọng Hiền, vở Úy Trì Cung đơn tiên đoạt sóc viết Thiện Hùng Tín vì muốn giết Tần Vương lập công mà cắt bào dứt nghĩa với Từ Mậu Công.
Đại Đường Tần Vương từ thoại (còn gọi là Đường Tần Vương bản truyện, Tiểu Tần Vương từ thoại, Tần Vương diễn nghĩa)  kể rằng: Thiện Hùng Tín là một trong Ngũ hổ tướng của Lý Mật (còn lại là La Thành, Tần Quỳnh, Trình Giảo Kim, Vương Bá Đương), trúng mỹ nhân kế của Vương Thế Sung, trở thành phò mã của Thế Sung. Vào lúc 2 nước Ngụy – Trịnh (theo tác phẩm, Lý Mật xưng là Ngụy đế, Vương Thế Sung xưng là Trịnh đế) giao chiến, Hùng Tín giết sạch hậu cung của Lý Mật, bắt hết gia quyến của các tướng đưa về Trịnh, ép họ đầu hàng. Về sau bị quân Đường bắt được, Hùng Tín nài nỉ Từ Mậu Công xin tha cho mình, nhưng bị cự tuyệt.

### Thời kỳ cuối Minh – Thanh
Trong tiểu thuyết thông tục cuối đời Minh và đời Thanh, Thiện Hùng Tín là hào kiệt lục lâm, trung nghĩa lưỡng toàn.
Viên Vu Lệnh, Tùy sử di văn, được xem là bản mẫu của Tùy Đường diễn nghĩa, kể rằng: Thiện Hùng Tín là thủ lĩnh lục lâm, kết nghĩa với bọn Tần Thúc Bảo, Trình Giảo Kim, cùng nhau giúp đời. Nhưng nhân vật trọng tâm ở tác phẩm này là Tần Thúc Bảo.
Đến Trử Nhân Hoạch (Thanh), Tùy Đường diễn nghĩa thì hình tượng chính diện của Thiện Hùng Tín – kết giao rộng rãi, cướp giàu giúp nghèo – đã được xây dựng hoàn chỉnh, trở nên vô cùng phổ biến, xóa sạch hình tượng không đẹp trong tạp kịch đời Nguyên.